# Ottaviano Petrucci

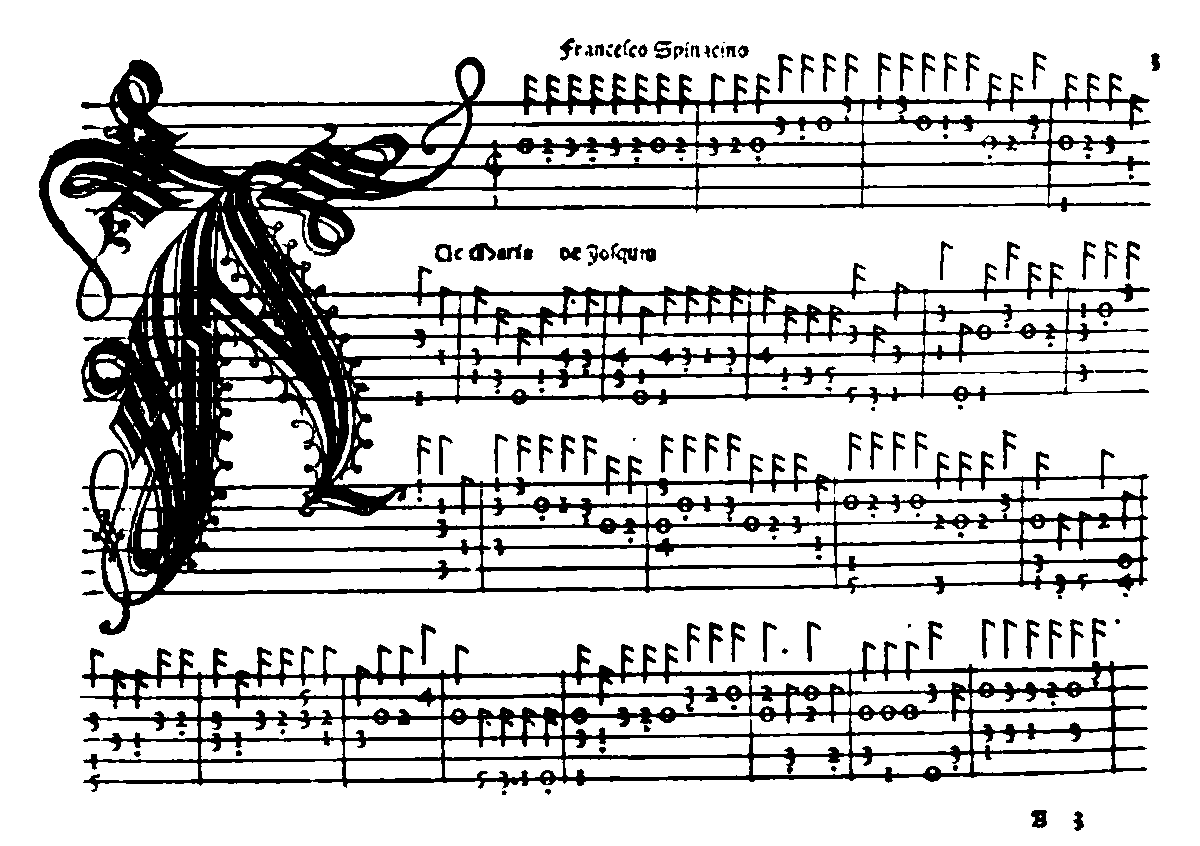
Prima pagina dellIntabolatura de lauto libro primo (1507) di Francesco Spinacino edita da Ottaviano Petrucci

Ottaviano Petrucci (Fossombrone, 18 giugno 1466 – Venezia, 7 maggio 1539) è stato un editore musicale italiano, il primo stampatore di musica in Italia.

## Biografia
Trascorse i primi anni della sua vita a Fossombrone avendo modo di frequentare anche la corte del Duca di Urbino, Guidobaldo da Montefeltro. Nel 1490 circa si trasferì a Venezia per imparare l'arte della stampa. Nel 1498 chiese al Doge il diritto di stampare la musica in esclusiva per i successivi 20 anni.
Nel 1501 uscì la sua prima pubblicazione Harmonice Musices Odhecaton, un libro di 96 chanson che è il più antico esempio di musica polifonica stampata. 
Negli anni successivi Petrucci continuò a perfezionare la sua tecnica di stampa a caratteri mobili producendo nuove edizioni e numerose ristampe. 
Nel 1509 la sua attività veneziana fu interrotta a causa della guerra che la Lega di Cambrai mosse contro Venezia e Petrucci tornò a Fossombrone, dove aprì una nuova stamperia.
Petrucci chiese al Papa - Fossombrone apparteneva allo Stato Pontificio - analoga patente per poter stampare musica, cosa che gli fu accordata per alcuni anni. In seguito il Papa annullò tale esclusiva a causa della mancata pubblicazione di opere per organo, privilegiando lo stampatore istriano Andrea Antico, attivo a Roma.
Nel 1536 ritornò a Venezia, dove si distinse per la stampa di testi classici latini e greci.

## L'invenzione della stampa musicale
Il sistema di stampa di Petrucci si basava sulla triplice impressione: prima venivano stampati i righi musicali, successivamente le note e infine il testo da cantare e tutto il corredo tipografico. Per ottenere la massima precisione possibile, Petrucci inseriva aghi nelle diagonali del foglio da stampare. Il suo più grande concorrente, Andrea Antico da Montona, aveva invece adottato in campo musicale la tecnica della xilografia.